# Vörösszemsávos pinty
A vörösszemsávos pinty (Neochmia temporalis) a madarak osztályának a verébalakúak (Passeriformes) rendjébe, ezen belül a díszpintyfélék (Estrildidae) családjába tartozó faj.

## Rendszerezése
A fajt John Latham angol ornitológus írta le 1802-ben, még a pintyfélék (Fringillidae) családjába  tartozó Fringilla nembe Fringilla temporalis néven.

## Alfajai
- Neochmia temporalis minor (A. J. Campbell, 1901)
- Neochmia temporalis temporalis (Latham, 1802)[2]

## Előfordulása
Ausztrália keleti és déli részén honos. Betelepítették Francia Polinéziába is. 
Természetes élőhelyei a szubtrópusi és trópusi száraz erdők és mangroveerdők. Állandó, nem vonuló faj.

## Megjelenése
Testhossza 11,5 centiméter, testtömege 8,4-14,6 gramm.
|  |

## Életmódja
Füvek és a gyomnövények apró magjaival, gyümölcsök és bogyók magjaival, esetenként kisebb rovarokkal táplálkozik.

## Szaporodása
Fészekalja 4-5 tojásból áll, melyen 14 napig kotlik, a fiókák további 22 nap múlva repülnek ki a fészekből.